# Начский сельсовет (Полоцкий район)
Начский сельсовет (бел. На́цкі сельсавет) — упразднённая административная единица на территории Полоцкого района Витебской области Республики Беларусь. Административный центр — деревня Нача.

## История
Образован 20 августа 1924 года в составе Ветринского района Полоцкого округа БССР. После упразднения окружной системы 26 июля 1930 года в Ветринском районе БССР. С 8 июля 1931 года в составе Полоцкого района БССР, с 12 февраля 1935 года — в составе восстановленного Ветринского района БССР, с 21 июня 1935 года — Полоцкого округа, с 20 февраля 1938 года — Витебской области, с 20 сентября 1944 года — Полоцкой области, с 8 января 1954 года — Витебской области.
С 20 января 1960 года сельсовет в составе Полоцкого района. 
На 1 января 1974 года в составе Начского сельсовета 26 населённых пунктов.
16 октября 1989 года в состав Бабыничского сельсовета переданы 9 населённых пунктов (Антоновичи, Ореховно, Богушево, Глинские, Данево, Зазерье, Крошино, Слобода, Шлюбовщина).
8 апреля 2004 года Начский сельсовет упразднён, населённые пункты переданы в состав новообразованного Ветринского сельсовета.

## Состав
- Гора — деревня.
- Горовцы — деревня.
- Катушенки — деревня.
- Кевлино — деревня.
- Левое — деревня.
- Логовцы — деревня.
- Нача — деревня.
- Петуховщина — деревня.
- Плиски — деревня.
- Рогоново — деревня.
- Селко — деревня.
- Сельцо — деревня.
- Скороходы — деревня.
- Степаники — деревня.
- Чубатые — деревня.
- Шкиляки — деревня.